# Романчук Андрій Миколайович
Андрій Миколайович Романчук (27 липня 1961, Перм) — радянський та український футболіст, який грав на позиції захисника і півзахисника. Найбільш відомий за виступами в клубі «Прикарпаття» у вищій та першій лізі, грав також за низку інших команд нижчих дивізіонів СРСР та України.

## Клубна кар'єра
Андрій Романчук народився у Пермі, а розпочав виступи на футбольних полях у складі на той час аматорської команди «Хімік» з Калуша в 1982 році. У 1984—1985 роках футболіст грав у складі команди другої ліги СРСР «Звейнієкс» з Лієпаї, проте за два роки зіграв лише 7 матчів. У 1988 році Романчук став гравцем іншої команди другої ліги «Закарпаття» з Ужгорода, в якій грав до закінчення сезону 1990 року, зігравши в чемпіонаті СРСР 112 матчів.
З 1991 року Андрій Романчук став гравцем команди другої ліги «Прикарпаття» з Івано-Франківська. У цій команді футболіст зіграв у сезони 1991 року 45 матчів у другій лізі, відзначившись 8 забитими м'ячами. У 1991 році «Прикарпаття» зайняло друге місце в зональному турнірі другої ліги, і після проголошення незалежності України отримало місце у вищій українській лізі. Проте в першому сезоні в незалежній Україні івано-франківська команда виступила невдало, зайнявши лише 8 місце у груповому турнірі, та вибула до першої ліги. Андрій Романчук зіграв у короткотривалому першому чемпіонаті України 17 матчів. Надалі футболіст грав у складі «Прикарпаття» в першій лізі, а в сезоні 1993—1994 року допоміг команді перемогти в турнірі команд першої ліги, та повернутись до вищої ліги. Проте футболіст уже в цьому сезоні вже не був постійним гравцем основи, часто залучаючись до ігор за фарм-клуб команди «Хутровик» з Тисмениці в перехідній лізі, та за калуський «Хімік» в аматорській лізі. З 1994 року Романчук уже не грав за івано-франківський клуб, продовживши виступи в складі «Хіміка» спочатку в аматорській лізі, а з сезону 1995—1996 у другій лізі. У 1996—1997 роках Андрій Романчук грав у складі іншої друголігової команди «Покуття» з Коломиї, а на початку 1998 року повернувся до калуської команди, в якій грав до закінчення виступів на футбольних полях у кінці 2001 року.

## Досягнення
- Переможець Першої ліги України: 1993–1994